# Грецька ліга за права жінок
Грецька ліга за права жінок (грец. Σύνδεσμος για τα Δικαιώματα της Γυναίκας) — грецька феміністична організація, заснована в 1920 році в Афінах для просування політичних прав жінок, включаючи виборче право. Приєднана до Міжнародного альянсу жінок, організація продовжує діяти і сьогодні.

## Передумови
З моменту здобуття незалежності Греції в 1828 р. було вжито низку ініціатив на підтримку жінок, особливо в галузі освіти. У 1872 році Калліопі Кехаджіа (1839—1905) заснував Товариство сприяння жіночій освіті. Каллірой Паррен (1861—1940) заснував Союз емансипації жінок у 1894 році та Союз грецьких жінок у 1896 році, хоча обидва уникали суперечливої теми виборчого права для жінок. Національна рада грецьких жінок, яка включає близько п'ятдесяти благодійних асоціацій для жінок та дітей, була заснована в 1911 році. Прогрес на освітньому фронті був досягнутий з прийняттям жінок до Афінського університету та в створенням ліцею грецьких жінок (Lykeion ton Ellinidon) у 1911 р. — асоціації, яка прагне відродити славне минуле Греції. Лише у 1920 році Авра Теодоропулу заснувала Грецьку лігу за права жінок, спеціально вимагаючи прогресу у політичних правах та виборчому праві.

## Історія
Ліга була особливо активною у 1920-х, 1930-х та 1950-х роках, коли змогла добитись скасування дискримінаційних законів та досягнення прогресу в сімейному законодавстві. У 1982 році було створено Центр документації та вивчення жіночих проблем. Феміністичний журнал Жіноча боротьба видається організацією з 1923 року, в рік, відтоді як вона приєдналася до Міжнародного альянсу жінок.